# Constantino VII
Constantino VII Porfirogéneta ((en griego: Κωνσταντῖνος Ζ΄ Πορφυρογέννητος, Kōnstantinos Porphyrogennētos; 17 de mayo de 905 – 9 de noviembre de 959) fue el cuarto emperador bizantino de la dinastía macedónica, reinando desde el 6 de junio de 913 hasta el 9 de noviembre de 959. Era hijo del emperador León VI y de su cuarta esposa, Zoe Carbonopsina, y sobrino de su predecesor Alejandro.
La mayor parte de su reinado estuvo dominada por corregentes: desde 913 hasta 919 permaneció bajo la regencia de su madre, mientras que desde 920 hasta 945 compartió el trono con Romano I Lecapeno, cuya hija Elena contrajo matrimonio con él. En 945 los hijos de Romano lo asesinaron y se impusieron como corregentes de Constatino, pero éste logró desterrarlos y de 946 hasta su muerte pudo gobernar en solitario. 
Constantino VII es más conocido por la Geoponika (τά γεοπονικά), un importante tratado agronómico compilado durante su reinado, y por tres, quizá cuatro, libros que escribió durante el reinado de Romano I: De Administrando Imperio (con el encabezado en griego Πρὸς τὸν ἴδιον υἱὸν Ῥωμανόν), De Ceremoniis (Περὶ τῆς Βασιλείου Τάξεως), De Thematibus (Περὶ θεμάτων Άνατολῆς καὶ Δύσεως) y Vita Basilii (Βίος Βασιλείου), aunque no se sabe con certeza si fue realmente su autor en este último caso.
El epíteto porfirogéneta ("nacido en la púrpura") alude a la Cámara Pórfida del Gran Palacio de Constantinopla, decorada con pórfido púrpura, donde normalmente nacían los hijos legítimos de los emperadores reinantes. Constantino nació en esta sala, aunque su madre Zoe no estaba casada con León en ese momento. No obstante, el epíteto le permitió recalcar su posición como heredero legítimo, frente a todos los demás que reivindicaron el trono durante su vida. Los hijos nacidos de un emperador reinante tenían precedencia en la línea de sucesión romana oriental por encima de hijos mayores que no habían sido “nacidos en la púrpura”.

## Vida

### Regencia
Constantino nació en Constantinopla el 17/18 de mayo de 905, como hijo ilegítimo de León VI antes de que se formalizara un cuarto matrimonio no canónico. Para ayudar a legitimarle, su madre le dio a luz en la Cámara Púrpura del palacio imperial, de ahí su sobrenombre Porphyrogennetos. Fue coronado cuando apenas tenía dos años por su padre y su tío, el 15 de mayo de 908 (Pentecostés).
A comienzos de 913, cuando su tío Alejandro agonizaba, dejó establecida para Constantino una regencia formada por siete hombres. Estaba encabezada por el patriarca Nicolás el Místico, los dos magistroi Juan Eladas y Esteban, el rhaiktor Juan Lazanes, el oscuramente conocido Eutimio y los hombres de confianza de Alejandro, Basilitzes y Gabrielopoulos. Tras la muerte de Alejandro (6 de junio), el nuevo y precario régimen sobrevivió al intento de usurpación de Constantino Ducas, y el patriarca Nicolás el Místico asumió con rapidez una posición dominante entre los regentes.
El patriarca Nicolás se vio obligado a pactar con Simeón I de Bulgaria, a quien reconoció a regañadientes como emperador búlgaro. Debido a esta impopular concesión, fue apartado de la regencia por la madre de Constantino, Zoe. Esta no tuvo más éxito en la guerra contra los búlgaros, quienes derrotaron a su principal apoyo, el general León Focas, en 917.
En marzo de 919, Zoe fue sustituida como regente por el almirante Romano I Lecapeno, quien casó a su hija Elena Lecapena con Constantino. Romano utilizó su posición para escalar hasta los rangos de basileopator en abril de 919, kaisar (César) el 24 de septiembre de 920 y finalmente coemperador el 17 de diciembre de 920. Así, cuando Constantino estaba a punto de alcanzar la mayoría de edad legal, quedó eclipsado por un emperador de mayor rango.
La juventud de Constantino fue difícil debido a su aspecto poco agraciado, a su carácter taciturno y a su relegación al tercer nivel de la sucesión, por detrás de Cristóforo Lecapeno, el mayor de los hijos de Romano I. Sin embargo, era un joven muy inteligente con una amplia variedad de intereses, y dedicó aquellos años a estudiar la ceremonia cortesana.

### Emperador senior

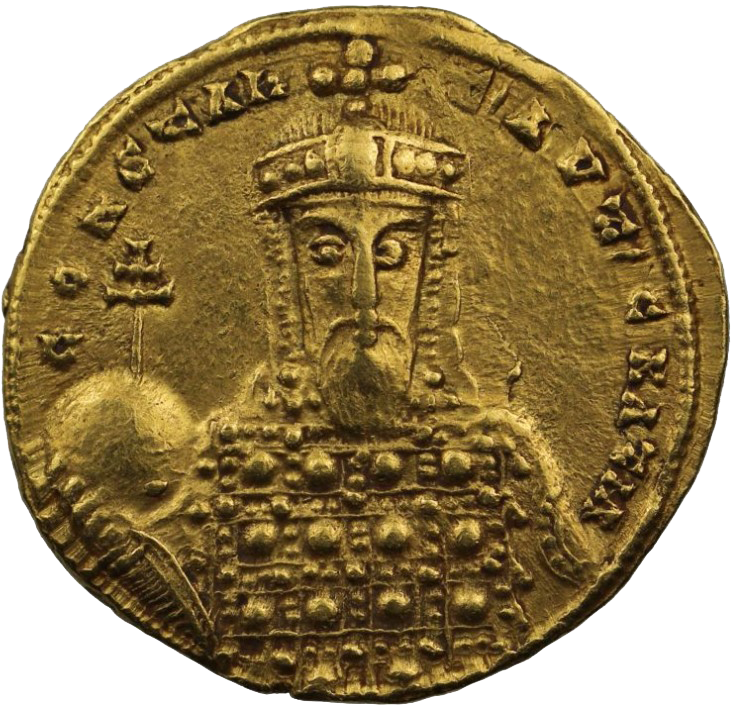
Sólido de Constantino VII.

Romano mantuvo el poder hasta el 16/20 de diciembre de 944, cuando fue depuesto por sus hijos, los coemperadores Esteban y Constantino. Romano pasó sus últimos años exiliado en la isla de Prote como monje y murió el 15 de junio de 948. Con la ayuda de su esposa, Constantino VII logró deshacerse de sus cuñados, y el 27 de enero de 945 accedió al trono en solitario a los 39 años, tras haber vivido siempre a la sombra de otros. Unos meses después, el 6 de abril (Pascua), Constantino VII coronó a su propio hijo Romano II como coemperador. Al no haber ejercido nunca el poder ejecutivo, Constantino se mantuvo principalmente entregado a sus intereses eruditos y delegó la autoridad en burócratas y generales, así como en la activa figura de su esposa, Elena Lecapena.
En 947, Constantino VII ordenó la restitución inmediata de todas las tierras campesinas sin compensación; al final de su reinado, la situación de los campesinos propietarios, base de la fuerza económica y militar del Imperio, era mejor que la de un siglo atrás.
En 949, Constantino envió contra los árabes corsarios de Creta una flota de 100 barcos (20 dromónes, 64 chelandia y 10 galeras), pero como el intento de su padre de reconquistar la isla en 911, fracasó.
En el frente oriental la situación fue mejor, aunque con altibajos. Ese mismo año, los bizantinos conquistaron Germanicea, derrotaron repetidamente a los ejércitos enemigos y en 952 cruzaron el alto Éufrates. Sin embargo, en 953 el amīr hamdánida Sayf al-Dawla recuperó Germanicea y penetró en territorio imperial. El dominio en el este se consolidó finalmente bajo Nicéforo Focas, quien conquistó Adata en el norte de Siria en 958, y gracias al general Juan Tzimisces, que un año después tomó Samosata en el norte de Mesopotamia. Una flota árabe también fue destruida por fuego griego en 957.
Constantino mantuvo relaciones diplomáticas activas con cortes extranjeras, incluidas la del califa de Córdoba Abderramán III y la de Otón I, Sacro Emperador Romano. En el otoño de 957 recibió la visita de Olga de Kiev, regente del Rus de Kiev. Se desconocen los motivos exactos de este viaje, pero fue bautizada con el nombre de Helena y buscó misioneros cristianos para impulsar la conversión de su pueblo. Según ciertas leyendas, Constantino VII se enamoró de ella, pero Olga se las ingenió para rechazarle haciéndole su padrino. Cuando fue bautizada, declaró que no era apropiado que un padrino se casase con su ahijada.
Constantino VII murió en Constantinopla el 9 de noviembre de 959 y fue sucedido por su hijo Romano II. Se rumoreó que había sido envenenado por su propio hijo o por su nuera Teófano.

## Actividad literaria

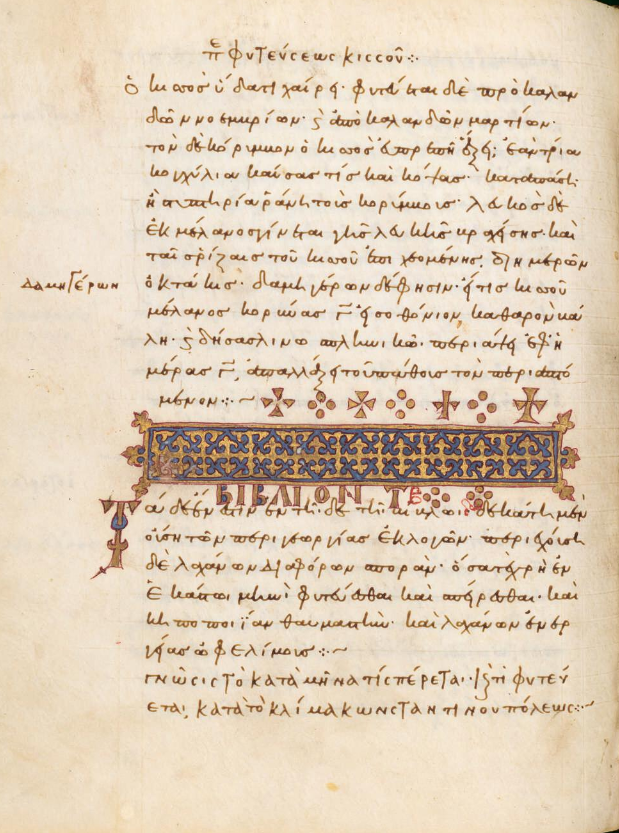
Calendario de jardinería de la Geoponika, MS.Laur.Plut.59.32 f.171v

Constantino VII fue reconocido como escritor y erudito, rodeándose de personas instruidas en la Corte Imperial. Escribió, o hizo compilar, la obra Geoponika ("Sobre Agricultura", en griego Τὰ γεωπονικά), que reúne textos agronómicos de fuentes griegas y púnicas hoy perdidas; De Ceremoniis ("Sobre Ceremonias", en griego Περὶ τῆς βασιλείου τάξεως), donde se describen las ceremonias cortesanas (más tarde descritas de forma negativa por Liutprando de Cremona); De Administrando Imperio ("Sobre la Administración del Imperio", con el encabezado griego Πρὸς τὸν ἴδιον ὑιὸν Ρωμανόν), que ofrece consejos sobre la administración interna del Imperio y la defensa frente a enemigos externos; una historia del Imperio que cubre los acontecimientos posteriores a la muerte del cronógrafo Teófanes el Confesor en 817; y los Excerpta Historica ("Extractos de las Historias"), cuatro volúmenes de pasajes de historiadores antiguos (muchos perdidos) titulados (1. De legationibus. 2. De virtutibus et vitiis. 3. De insidiis. 4. De sententiis). En The Manuscript Tradition of Polybius, John Michael Moore (CUP, 1965) resume así la comisión de Constantino sobre los Excerpta:

Consideraba que los estudios históricos se descuidaban de forma grave, principalmente debido a la extensión de las historias. Por ello decidió que se hiciera una selección bajo cincuenta y tres epígrafes de todos los historiadores importantes que aún se conservaban en Constantinopla; de este modo esperaba reunir en un formato más manejable las partes más valiosas de cada autor. ... De los cincuenta y tres epígrafes en que se dividieron los Excerpta, solo se han conservado seis: de Virtutibus et Vitiis; de Sententiis; de Insidiis; de Strategematis; de Legationibus Gentium ad Romanos; de Legationibus Romanorum ad Gentes. Se conoce el título de solo cerca de la mitad de los cuarenta y siete epígrafes restantes.

Entre sus obras históricas se halla también una historia que elogia el reinado y los logros de su abuelo, Basilio I (Vita Basilii, Βίος Βασιλείου). Estos textos son relevantes para el estudio de los pueblos vecinos al Imperio, así como para comprender al propio emperador, y son útiles para la investigación historiográfica, sociológica y antropológica.
En su libro A Short History of Byzantium, John Julius Norwich alude a Constantino VII como “el emperador erudito”. Norwich lo describe así:
 Se nos dice que era un apasionado coleccionista, no solo de libros y manuscritos, sino también de obras de arte de todo tipo; aún más notable, tratándose de un miembro de la realeza, parece haber sido además un excelente pintor. Fue un mecenas extraordinario para escritores y eruditos, artistas y artesanos. Por último, fue un excelente emperador: un administrador competente, concienzudo y trabajador, con una intuición sobresaliente para rodearse de las personas adecuadas, cuyas designaciones en puestos militares, navales, eclesiásticos, civiles y académicos fueron muy acertadas. Impulsó enormemente la educación superior y mostró un especial interés en la administración de la justicia. 

## Familia
De su esposa Elena Lecapena, hija del emperador Romano I, Constantino VII tuvo varios hijos:
- Leon (c. 939–944), fallecido joven.[33]
- Romano II (939–963), quien le sucedió como emperador.[34]
- Zoe, enviada a un convento.[35]
- Teodora, que se casó con el emperador Juan I Tzimisces.[36]
- Agata, enviada a un convento.[37]
- Teófano, enviada a un convento.[38]
- Ana, enviada a un convento.[39]

## Legado
Constantino VII sigue siendo recordado en la liturgia de la Iglesia ortodoxa oriental cuando se conmemora el traslado del Santo Mandylion cada 16 de agosto según el calendario juliano, que corresponde al 31 de agosto en el calendario gregoriano. Esta festividad forma parte de la Fiesta de las Nueces del Salvador para los eslavos. 